# Họ Tôm mũ ni
Tôm mũ ni (danh pháp khoa học: Scyllaridae) là một họ của bộ động vật giáp xác mười chân sinh sống ở các vùng biển và đại dương ấm. Có thể dễ dàng nhận ra loài này qua bộ xúc giác rất to của chúng ở trước đầu trông giống như những cái đĩa lớn. Ở nhiều vùng của Việt Nam, ngư dân gọi loài này là tôm mũ ni vì xúc giác to gợi sự liên tưởng đến chiếc mũ ni che tai. Tất cả các giống tôm mũ ni đều có thể ăn được, và một số giống có giá trị thương mại cao như tôm mũ ni trắng, tôm mũ ni đỏ. Những tên gọi thông thường phổ biến nhất của họ này trong tiếng Anh là tôm hùm dép ("slipper lobster"), tôm hùm mũi xẻng ("shovel-nosed lobster") hay tôm hùm chấu chấu ("locust lobster"), nhưng họ này không phải là họ tôm hùm thực sự cũng như các họ khác mà tên thông thường có chữ "tôm hùm".